# Patinaj viteză pe pistă scurtă la Jocurile Olimpice de iarnă din 2018 – 1.000 m (feminin)
Proba de patinaj viteză pe pistă scurtă, 1.000 m feminin de la Jocurile Olimpice de iarnă din 2018 de la Pyeongchang, Coreea de Sud a avut loc pe 20 și 22 februarie 2018 la Gangneung Ice Arena.

## Program
Orele sunt orele Coreei de Sud (ora României + 7 ore).
| Dată         | Ora         | Rundă      |
| ------------ | ----------- | ---------- |
| 20 februarie | -           | Calificări |
| 22 februarie | 19:00-21:45 | Finală     |

## Calificări
Proba a avut loc pe 20 februarie.
C – calificată pentru sferturi de finală
AV – a avansat mai departe
PEN – penaltizare
CG – cartonaș galben
| Loc | Serie | Nume                  | Țară                         | Timp     | Note |
| --- | ----- | --------------------- | ---------------------------- | -------- | ---- |
| 1   | 1     | Shim Suk-hee          | Coreea de Sud                | 1:34,940 | C    |
| 2   | 1     | Véronique Pierron     | Franța                       | 1:35,299 | C    |
| 3   | 1     | Bianca Walter         | Germania                     | 1:36,128 | AV   |
| 5   | 1     | Han Yutong            | China                        | 9:99.99  | PEN  |
| 1   | 2     | Choi Min-jeong        | Coreea de Sud                | 1:31,190 | C    |
| 2   | 2     | Qu Chunyu             | China                        | 1:31,279 | C    |
| 3   | 2     | Anastassiya Krestova  | Kazahstan                    | 1:31,557 |      |
| 5   | 2     | Deanna Lockett        | Australia                    | 9:99.99  | PEN  |
| 1   | 3     | Suzanne Schulting     | Olanda                       | 1:29,519 | C    |
| 2   | 3     | Ekaterina Efremenkova | Sportivii Olimpici ai Rusiei | 1:29,598 | C    |
| 3   | 3     | Kim Iong-a            | Kazahstan                    | 1:29,703 |      |
| 4   | 3     | Petra Jászapáti       | Ungaria                      | 1:29,838 |      |
| 1   | 4     | Arianna Fontana       | Italia                       | 1:30,676 | C    |
| 2   | 4     | Valérie Maltais       | Canada                       | 1:30,773 | C    |
| 3   | 4     | Jessica Kooreman      | Statele Unite ale Americii   | 1:31,657 |      |
| 4   | 4     | Kathryn Thomson       | Marea Britanie               | 1:32,150 |      |
| 1   | 5     | Lara van Ruijven      | Olanda                       | 1:30,896 | C    |
| 2   | 5     | Magdalena Warakomska  | Polonia                      | 1:31,259 | C    |
| 3   | 5     | Andrea Keszler        | Ungaria                      | 1:31.446 | AV   |
| 6   | 5     | Elise Christie        | Marea Britanie               | 9:99.99  | CG   |
| 1   | 6     | Li Jinyu              | China                        | 1:32,335 | C    |
| 2   | 6     | Yara van Kerkhof      | Olanda                       | 1:43,364 | C    |
| 5   | 6     | Sofia Prosvirnova     | Sportivii Olimpici ai Rusiei | 9:99.99  | PEN  |
| 5   | 6     | Anna Seidel           | Germania                     | 9:99.99  | PEN  |
| 1   | 7     | Kim A-lang            | Coreea de Sud                | 1:30,459 | C    |
| 2   | 7     | Marianne St-Gelais    | Canada                       | 1:30,512 | C    |
| 3   | 7     | Sumire Kikuchi        | Japonia                      | 1:30,970 |      |
| 5   | 7     | Lana Gehring          | Statele Unite ale Americii   | 9:99.99  | PEN  |
| 1   | 8     | Kim Boutin            | Canada                       | 1:32,402 | C    |
| 2   | 8     | Hitomi Saito          | Japonia                      | 1:32,457 | C    |
| 3   | 8     | Charlotte Gilmartin   | Marea Britanie               | 1:32,899 |      |
| 4   | 8     | Cynthia Mascitto      | Italia                       | 1:32,926 |      |

## Runda eliminatorie
Proba a avut loc pe 22 februarie și aa început la ora 19:00.

### Sferturi de finală
C – calificată pentru semifinale
| Loc | Serie | Nume                  | Țară                         | Timp     | Note |
| --- | ----- | --------------------- | ---------------------------- | -------- | ---- |
| 1   | 1     | Kim Boutin            | Canada                       | 1:30,013 | C    |
| 2   | 1     | Kim A-lang            | Coreea de Sud                | 1:30,137 | C    |
| 3   | 1     | Marianne St-Gelais    | Canada                       | 1:30,180 |      |
| 4   | 1     | Véronique Pierron     | Franța                       | 1:30,323 |      |
| 5   | 1     | Bianca Walter         | Germania                     | 1:31,085 |      |
| 1   | 2     | Arianna Fontana       | Italia                       | 1:30,074 | C    |
| 2   | 2     | Valérie Maltais       | Canada                       | 1:30,131 | C    |
| 3   | 2     | Li Jinyu              | China                        | 1:30,175 |      |
| 4   | 2     | Hitomi Saito          | Japonia                      | 1:30,804 |      |
| 1   | 3     | Choi Min-jeong        | Coreea de Sud                | 1:30,940 | C    |
| 2   | 3     | Qu Chunyu             | China                        | 1:31,284 | C    |
| 3   | 3     | Magdalena Warakomska  | Polonia                      | 1:31,698 |      |
| 4   | 3     | Lara van Ruijven      | Olanda                       | 1:31,754 |      |
| 1   | 4     | Shim Suk-hee          | Coreea de Sud                | 1:29,159 | C    |
| 2   | 4     | Suzanne Schulting     | Olanda                       | 1:29,377 | C    |
| 3   | 4     | Ekaterina Efremenkova | Sportivii Olimpici ai Rusiei | 1:29,466 |      |
| 4   | 4     | Yara van Kerkhof      | Olanda                       | 1:29,670 |      |
| 5   | 4     | Andrea Keszler        | Ungaria                      | 1:30,642 |      |

### Semifinale
CA – calificată pentru Finala A
CB – calificată pentru Finala B
AV – a avansat mai departe
PEN – penalizare
| Loc | Serie | Nume              | Țară          | Timp      | Note |
| --- | ----- | ----------------- | ------------- | --------- | ---- |
| 1   | 1     | Kim Boutin        | Canada        | 1:29,065  | CA   |
| 2   | 1     | Arianna Fontana   | Italia        | 1:29,156  | CA   |
| 3   | 1     | Kim A-lang        | Coreea de Sud | 1:29,212  | CB   |
| 5   | 1     | Valérie Maltais   | Canada        | 9:59.999  | PEN  |
| 1   | 2     | Suzanne Schulting | Olanda        | 1:30,949  | QA   |
| 2   | 2     | Shim Suk-hee      | Coreea de Sud | 1:30,974  | QA   |
| 3   | 2     | Choi Min-jeong    | Coreea de Sud | 1:31,131  | AV   |
| 5   | 2     | Qu Chunyu         | China         | 9:59.999  | PEN  |

### Finala
Finala B nu s-a desfășurat pentru că Kim A-lang (locul 5 la general) a fost singura atletă calificată. Finala a avut loc la 22 februarie 2018 la 20:29.
| Loc | Nume              | Țară          | Timp     | Note |
| --- | ----------------- | ------------- | -------- | ---- |
| 1   | Suzanne Schulting | Olanda        | 1:29,778 |      |
| 2   | Kim Boutin        | Canada        | 1:29,956 |      |
| 3   | Arianna Fontana   | Italia        | 1:30,656 |      |
| 4   | Choi Min-jeong    | Coreea de Sud | 1:42,434 |      |
| 6   | Shim Suk-hee      | Coreea de Sud | 99.999   | PEN  |